# Le Bosc, Hérault
Le Bosc är en kommun i departementet Hérault i regionen Occitanien i södra Frankrike. Kommunen ligger i kantonen Lodève som tillhör arrondissementet Lodève. År 2022 hade Le Bosc 1 406 invånare.

## Befolkningsutveckling
Antalet invånare i kommunen Le Bosc
Referens:INSEE